# Katharinenkirche (Süderstapel)

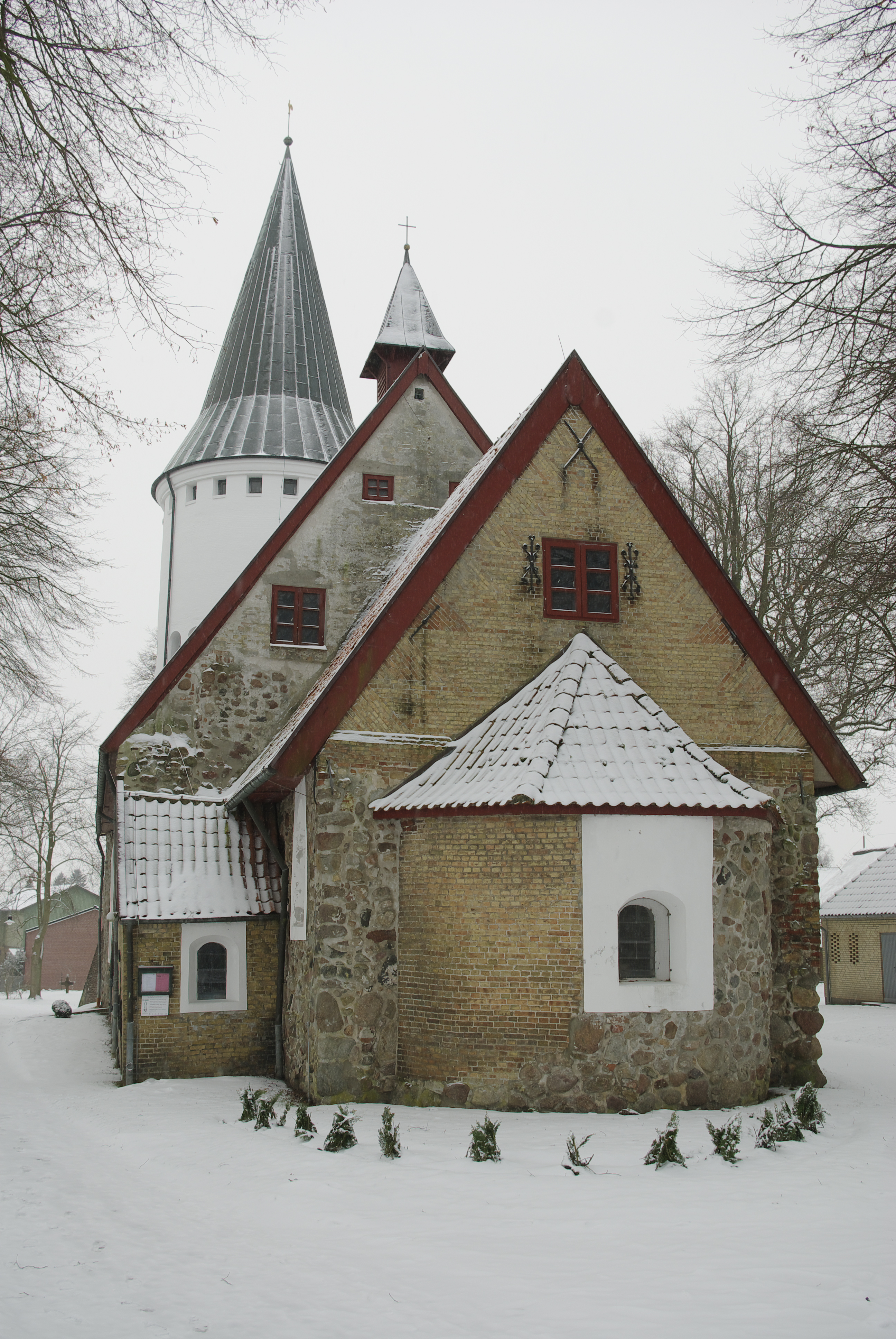
St. Katharinen

Die Katharinenkirche ist eine Rundturmkirche in Süderstapel im Kreis Schleswig-Flensburg. Die Hauptkirche der Landschaft Stapelholm stammt aus dem 12./13. Jahrhundert. Auf einem Geestrücken direkt an der Eider gelegen diente sie ursprünglich als Wehrkirche gegen die Dithmarscher auf der anderen Eiderseite. Heute gehört sie zur Kirchengemeinde Stapelholm in der evangelisch-lutherischen Kirche in Norddeutschland.

## Geschichte
Die ältesten Teile der romanischen Feldsteinkirche stammen aus dem 12. Jahrhundert, Kirchenschiff, Turm und Apsis entstanden in der ersten Hälfte des 13. Jahrhunderts. Dithmarscher brannten die Kirche im 15. Jahrhundert nieder, die Stapelholmer bauten sie danach wieder auf. Bis 1885 umgab ein Friedhof die Kirche, von dem einige Grabsteine auf dem Kirchgelände belassen wurden. Umfangreiche Restaurierungen fanden 1954 statt, als Decke, Chorbogen und Kanzel bemalt sowie die ursprüngliche Gestaltung des Altars freigelegt wurde, sowie 1999/2000, wobei unter anderem neue Fenster in die Kirche kamen.
Johann Adrian Bolten, der als Sohn des Süderstapeler Pastors Matthias Hermann Bolten (1712–1772) in Stapelholm aufwuchs, berichtete, das Kirchspiel Süderstapel habe zu früheren Zeiten neben der Katharinenkirche eine St. Annenkapelle in Norderstapel gehabt. In der Nähe des zum Kirchspiel gehörenden Ortes Seeth habe es auf der Marsch ein Kirchspiel Redeke mit einer Johanneskirche gegeben, das bei einer Sturmflut um 1300 untergegangen sei. Die überlebenden Bewohner dieses untergegangenen Kirchspiels hätten sich auf der Geest in Seeth und Drage niedergelassen und sich zur Süderstapeler Kirche gehalten. Die beiden von ihm erwähnten früheren Kirchen existierten zu seiner Zeit nicht mehr. Auch zwei Nebenaltäre, die bis zur Reformation bestanden hatten, gab es 1777 nicht mehr.
2019 fusionierte die Kirchengemeinde Süderstapel mit den Gemeinden Erfde und Bergenhusen zur Kirchengemeinde Stapelholm.

## Architektur

Bauzustand ca. 1864, vor dem Umbau des Turms 1876

Die romanische Feldsteinkirche besitzt ein Schiff, einen Chor und Apsis und ein südliches Vorhaus aus Backstein. Ältester Teil ist der Chor, der in niedrigerer Form aus dem 12. Jahrhundert stammt. In der ersten Hälfte des 13. Jahrhunderts kamen Kirchenschiff, Turm und Apsis hinzu, der Chor wurde erhöht.

### Turm
Der Rundturm ist von außen nicht zugänglich und diente mit seinen bis zu 2,5 Meter dicken Mauern als Zufluchts- und Vorratsplatz. Ursprünglich war er nur mit Schlitzfenstern versehen. Die Turmspitze änderte sich im Laufe der Zeiten: 1633 und 1783 brannte sie nach Blitzeinschlägen ab und musste erneuert werden. Die derzeitige Spitze stammt von 1876 und ist aus Backstein, musste jedoch 1971 wegen Baufälligkeit erneuert werden, wobei auch die Stützpfeiler angefügt wurden. Im Turm hängen zwei Stahlglocken von 1923. Diese ersetzten ihre beiden Vorgänger aus Bronze, die im Ersten Weltkrieg eingeschmolzen wurden. Der Turm selbst ist einer von zwei Rundtürmen im Kreis Schleswig-Flensburg.

### Innenraum

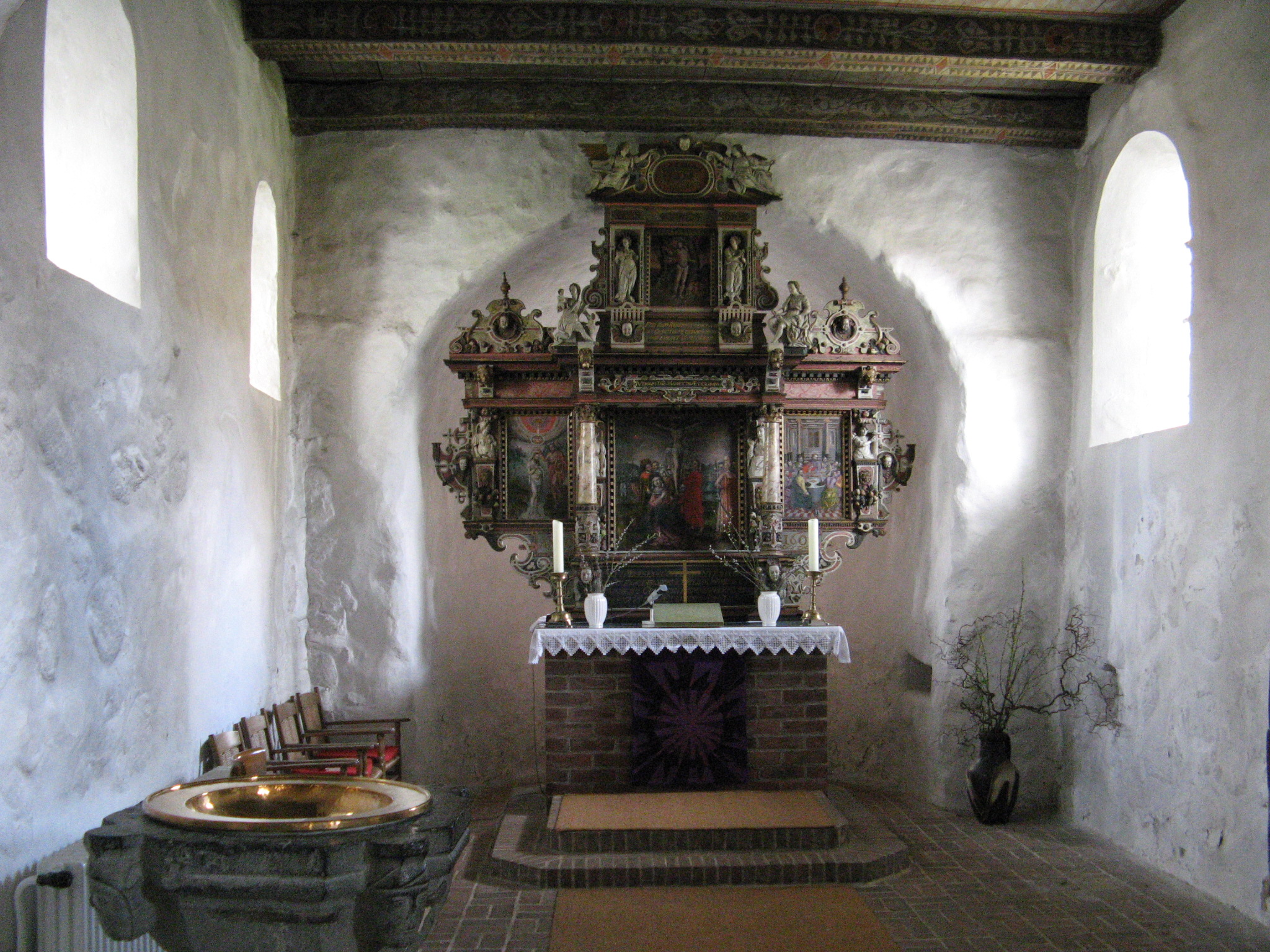
Apsis mit Altar und Taufe

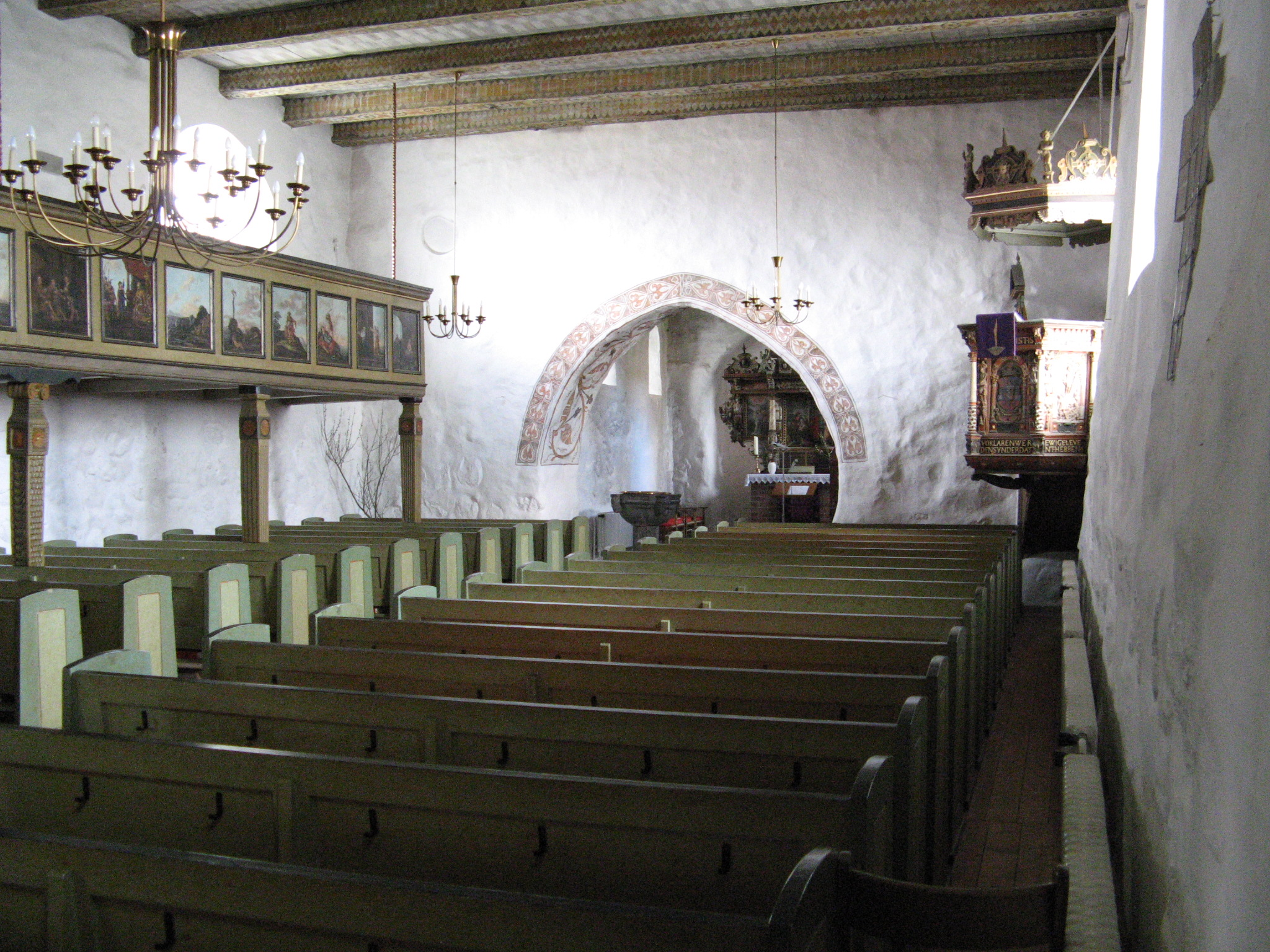
Innenraum von St. Katharinen

Die Innenausstattung stammt überwiegend aus dem 15. bis 17. Jahrhundert. Ältestes Einrichtungsstück ist die spätgotische Taufe aus sogenanntem blauem Marmor. Dieser dunkle Kalkstein wurde in Namur (heute Belgien) gefertigt. Die Taufe hat die Form eines achteckigen Pokals mit vier hervorspringenden  Köpfen, die wahrscheinlich die vier Paradiesströme oder die Evangelisten symbolisieren. In der Kuppa befindet sich ein fest installiertes Taufbecken aus Kupfer, das heute aber durch ein nachträgliches aufgesetztes Bronzebecken verdeckt ist. Ähnliche Taufen stehen in Ockholm und Uelvesbüll in Nordfriesland.
Das Altarretabel schnitzte 1609 der Rendsburger Hans Peper, der Maler Detlef Sibberen versah ihn mit Bildern der Taufe Jesu, des Abendmahls, der Kreuzigung im großen Mittelbild und im Giebelfeld über der Attika Jesu Auferstehung. Von 1843 bis 1954 waren diese Bilder durch eine Neubemalung verdeckt. In den die Bilder flankierenden Hermenpilastern sind Freifiguren der Tugenden eingearbeitet. Auf der Attika sitzen die Figuren der Nächstenliebe und der Gerechtigkeit. Dieses Werk ist im Stil des späten Manierismus hergestellt. Auf dem Altar steht ein spätgotisches Leuchterpaar aus Messing aus dem 15./16. Jahrhundert sowie ein Paar silberne Altarleuchter von 1694, gefertigt von F. J. Ritter im Barockstil.
Eindrucksvoll ist die Kanzel im Renaissancestil, die der etwa zehn Jahre älteren Kanzel der Schwabstedter Jacobikirche sehr ähnelt. Der 1615 in Husum gearbeitete Korb zeigt mehrere Reliefs, die Aufschriften darüber und darunter sind in mittelniederdeutscher Sprache. Das Textband im oberen Teil lautet „Gi sindt idt nicht de dar reden sunder iuwes vaders geist isset de dorch iuw redet Math 10“ (Denn nicht ihr seid es, die da reden, sondern eures Vaters Geist ist es, der durch euch redet Matthäus 10). Das untere Band lautet: „also hefdt godt de werlt gelevet dat he sinen eingen sone gaf up dat alle de an em geloven nicht vorlaren werden sunder dat ewige levent hebben“ (Also hat Gott die Welt geliebt, dass er seinen eigenen Sohn gab, damit alle, die an ihn glauben, nicht verloren werden, sondern das ewige Leben haben). In den Feldern stellen Reliefs den Sündenfall, Jesu Kreuzigung und Auferstehung dar. Neben der Kreuzigung befindet sich rechts das herzogliche Wappen von Schleswig-Holstein-Gottorf, daneben ein Feld mit einem unbekannten Wappen. Getrennt sind die Relieffelder durch Hermenpilaster.
Die Empore stammt aus dem 16. Jahrhundert und wird von Stützbalken aus der Spätrenaissance getragen. Sie wurde vergrößert, als 1800 eine Orgel in die Kirche eingebaut wurde. Die 21 Bilder mit Szenen aus dem Alten und Neuen Testament auf ihr stammen aus dem Jahr 1844 von dem Friedrichstädter Maler H. K. du Ferrang und tragen keine Beschriftungen. 
Dargestellt sind folgende Szenen: 1. Sündenfall. 2. Vertreibung aus dem Paradies. 3. Kain und Abel. 4. Sintflut. 5. Noah nach der Flut. 6. Sodom und Gomorra.  7. Opferung Isaaks. 8. Elieser und Rebekka. 9. Jakob und die Himmelsleiter. 10. Jakobs Kampf mit dem Engel. 11. Joseph im Gefängnis. 12. Joseph vor dem Pharao. 13. Durchzug durch das Rote Meer. 14. Eherne Schlange. 15. Simons Kampf mit dem Löwen. 16. David und Goliath. 17. Verkündung an Maria.  18. Geburt Jesu. 19. Kreuzigung. 20. Auferstehung. 21. Himmelfahrt.
Die Orgel stammt von 1968, der Orgelprospekt mit drei Pfeifentürmen noch von 1800. 

In der Kirche befindet sich außerdem ein silberner Krankenkelch von C. A. Severin, geschaffen an der Jahrhundertwende 18./19. Jahrhundert. 

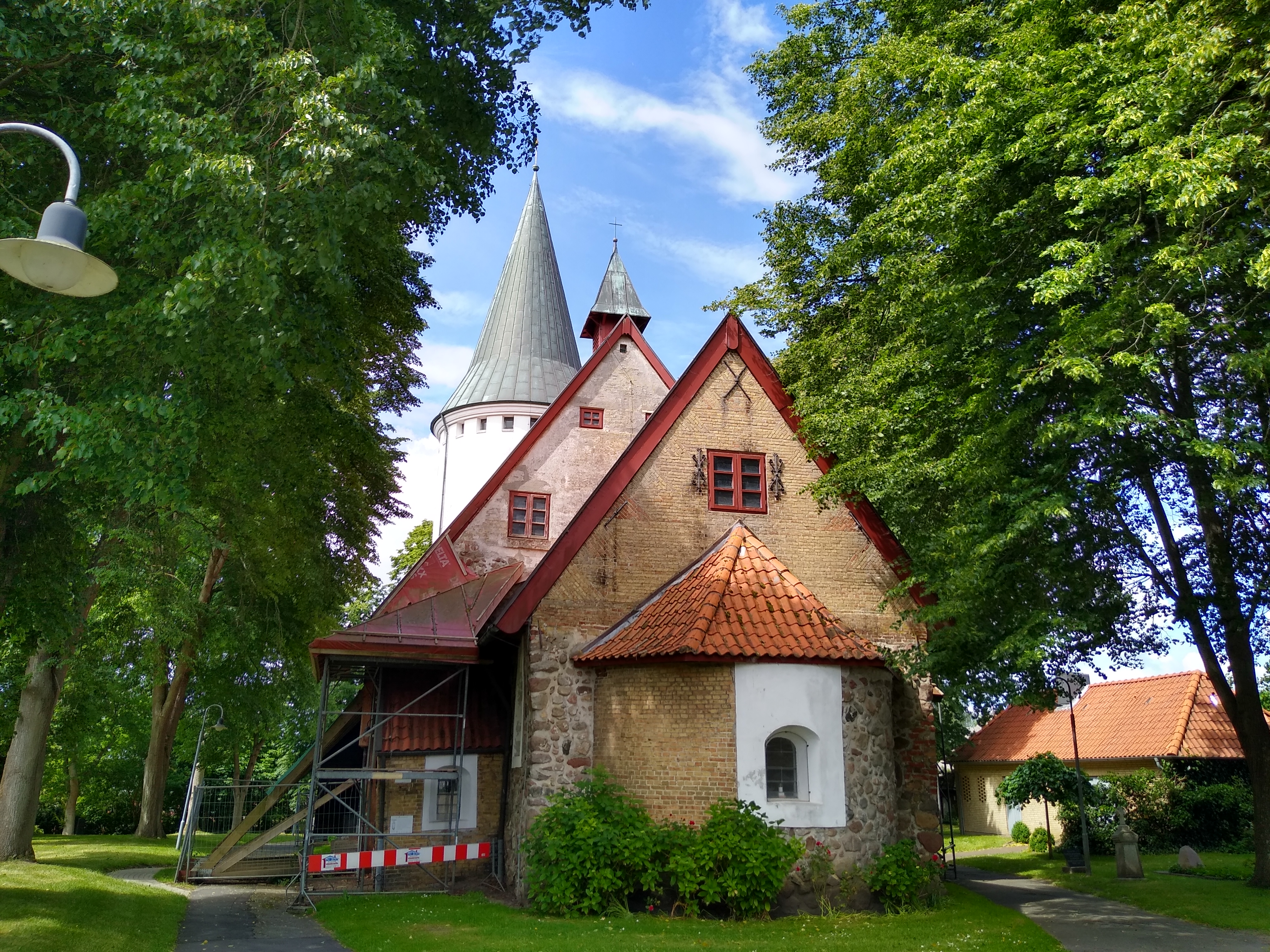
Seit 2018 werden die Wände der Katharinenkirche durch massive Balkenkonstruktionen gestützt (Zustand 2020).

## Erhaltungszustand
Im Vorfeld des für 2007 geplanten Kirchturmanstrichs der mit Sammlungen und Turmfest durch die Kirchengemeinde bereits finanziert war, besichtigten Fachleute des Baudezernats der Nordelbischen Kirche und Denkmalpfleger die Kirche und stellten Risse in den Stützpfeilern des Turms und der Mauern fest. Probebohrungen ergaben eine mangelhafte Festigkeit der Pfeiler. Von daher wurde die Forderung gestellt, dass die Sanierung der Stützpfeiler vor Anstrich geht. Die Kirchengemeinde musste einen Statiker engagieren, der bei seinen Untersuchungen feststellte, dass das Problem nicht der Turm oder die Stützpfeiler sind, sondern die Mauern der Kirche selbst. Probebohrungen in ein, drei und sechs Metern Höhe ergaben folgendes Bild: die Kirche ist zweischalig gebaut worden. Innen- und Außenmauer bestehen aus Feldsteinen und Findlingen, die mit Kalkmörtel verbunden sind. Den Zwischenraum zwischen den beiden Schalen hat man beim Bau der Kirche mit Steinen und anderen Materialien verfüllt. Durch undichte Stellen in der Außenmauer hat diese Füllung im Laufe der Zeit Feuchtigkeit aufgenommen und ist in sich zusammengesackt. Zwischen den Mauern sind so Hohlräume erheblichen Ausmaßes entstanden. Da sich die beiden Mauerschalen an diesen Stellen nicht mehr gegenseitig stützen, kann es bei einem heftigen Orkan zu einer Überlastung einer Mauer kommen, die dann mangels Unterstützung einstürzen kann und in einer Kettenreaktion den Dachstuhl mitreißen wird. Ein Sanierungsversuch scheiterte und verschlimmerte den Bauzustand noch zusätzlich.